# Başak Akbaş
Başak Akbaş (* 14. Februar 2000 in Istanbul) ist eine türkische Tennisspielerin. Sie gehört zum TED Sportverein, Istanbul.

## Karriere
Akbaş hat mit fünf Jahren mit dem Tennisspielen begonnen, sie bevorzugt für ihr Spiel den Hartplatz. Sie bestreitet überwiegend Turniere des ITF Women’s Circuit, auf denen sie bislang noch keinen Titel gewinnen konnte.